# Longchengpterus
Longchengpterus (лат.) — род птерозавров семейства истиодактилид, найденный в нижнемеловых отложениях формации Jiufotang на территории современного Китая. Название роду дано группой исследователей под руководством Ван Ли. Типовым и единственным видом является Longchengpterus zhaoi. Название рода происходит от старого названия города Чаоян, Longcheng, и латинизированного др.-греч. πτερόν — крыло. Видовое название дано в честь Чжао Даюя, президента Шэньянского педагогического университета и одного из основателей Института палеонтологии мезозоя Западного Ляонина.

## Описание
Род Longchengpterus основан на образце LPM 00023, найденном в провинции Ляонин — сжатом неполном скелете и частичном черепе на одной плите. Затылочная часть черепа повреждена. Длина черепа составляет 262 мм. Предглазнично-носовое отверстие имеет треугольную форму и занимает бо́льшую часть морды. Зубы верхней челюсти сосредоточены в передней части и разнесены далеко друг от друга; их общее число неизвестно. Нижние челюсти сохранились хорошо. Они имеют длину 220 мм и короткий симфиз. Зубная кость несёт 12 зубов. Зубы острые, сжатые с боков и слегка загнутые внутрь.
Плечевая кость, длиной 88 мм, имеет низкий дельтопекторальный гребень; пневматические полости отсутствуют. Четвёртая пястная кость длиннее первой фаланги пальца крыла. Размах крыльев Longchengpterus составлял около 2 метров. Таз образца сильно повреждён. Присутствует часть бедренной кости, её расчётная длина составляет 91 мм.

## Систематика
Longchengpterus отнесён к семейству истиодактилид из-за сходства с Istiodactylus формой и количеством зубов и наличием большого отверстия в черепе. Важной особенностью является отсутствие широкого клюва. Это второй названный истиодактилид и первый, найденный в Китае, в дополнение к известному разнообразию птерозавров из нижнемеловых слоёв Китая.